# Vasopresină
Vasopresina, ADH sau hormonul antidiuretic (în engleză: antidiuretic hormone / vasopressin), este un hormon peptidic neurohipofizal (secretat de nucleii anteriori ai hipotalamusului si eliberat de lobul posterior al glandei hipofize) ce participă la homeostazia (autoreglare) osmolarității (presiune osmotică) lichidelor corporale prin reglarea reabsorbției diferitelor specii moleculare la nivel renal. De asemenea, vasopresina crește rezistența periferică vasculară, ceea ce are ca urmare creșterea tensiunii arteriale.

## Reglarea nivelului ADH
La nivelul sinusului carotidian și a crosei aortice, baroreceptorii nervoși (senzori de presiune) analizează tensiunea arterială. În cazul scăderii acesteia, informația corespunzătoare este transmisă sistemului nervos central - hipotalamusului, care mărește producția de ADH (vasopresină). Creșterea osmolarității este sesizată de osmoreceptorii din cel de-al treilea ventricul cerebral, aceștia crescând secreția de vasopresină. Angiotensina II stimulează secreția de ADH.

## Funcții ale vasopresinei
- Reglează retenția de apă a corpului: este secretată (produsă) când corpul este deshidratat, stimulând rinichii să conserve apa, concentrând astfel urina. Astfel, ADH mărește permeabilitatea apei la nivelul tubilor contorti distali și colectori prin sinteza și inserția unor canale tip aquaporina la nivelul polului apical a celulelor tubilor. De asemenea, facilitează reabsorbția ureei la nivelul tubilor colectori.
- Vasoconstricție: ADH mărește rezistența periferică (prin "strâmtarea" vaselor capilare) arterială, crescând astfel tensiunea arterială. La indivizi sănătoși, acest efect este neînsemnat, dar devine un "mecanism" compensator important în cazul șocului hipovolemic (hipovolum de sânge).
- Vasopresina este implicată în formarea memoriei, inclusiv a reflexelor întârziate, precum și memoria de scurtă durată și lungă durată; analogul acesteia, desmopresina, este considerat un nootrop (îmbunătățește memoria).
- ADH este de asemenea implicat în determinarea agresivității.

## Patologie
- Secreție crescută de vasopresină: sindromul secreției inadecvate de ADH (SIADH), însoțit de hiponatremia și încărcare lichidiană a corpului.
- Secreție scăzută: diabet insipid (hipernatremie, poliurie, polidipsie).